# Greiling
Greiling település Németországban, azon belül Bajorországban. Lakosainak száma 1453 fő (2023. december 31.).

## Népesség
A település népessége az elmúlt években az alábbi módon változott:
| Lakosok száma | 190  | 582  | 985  | 1038 | 1395 | 1438 | 1467 | 1469 | 1491 | 1453 |
|               | 1875 | 1950 | 1975 | 1987 | 2012 | 2014 | 2016 | 2017 | 2021 | 2023 |